# Антуан-Робер Ґодро
Антуан-Робер Ґодро (фр. Antoine-Robert Gaudreau, бл. 1680 — 6 травня 1746) — паризький червонодеревник, основний постачальник меблів для королівських замків в перші роки правління Людовика XV.

## Біографія

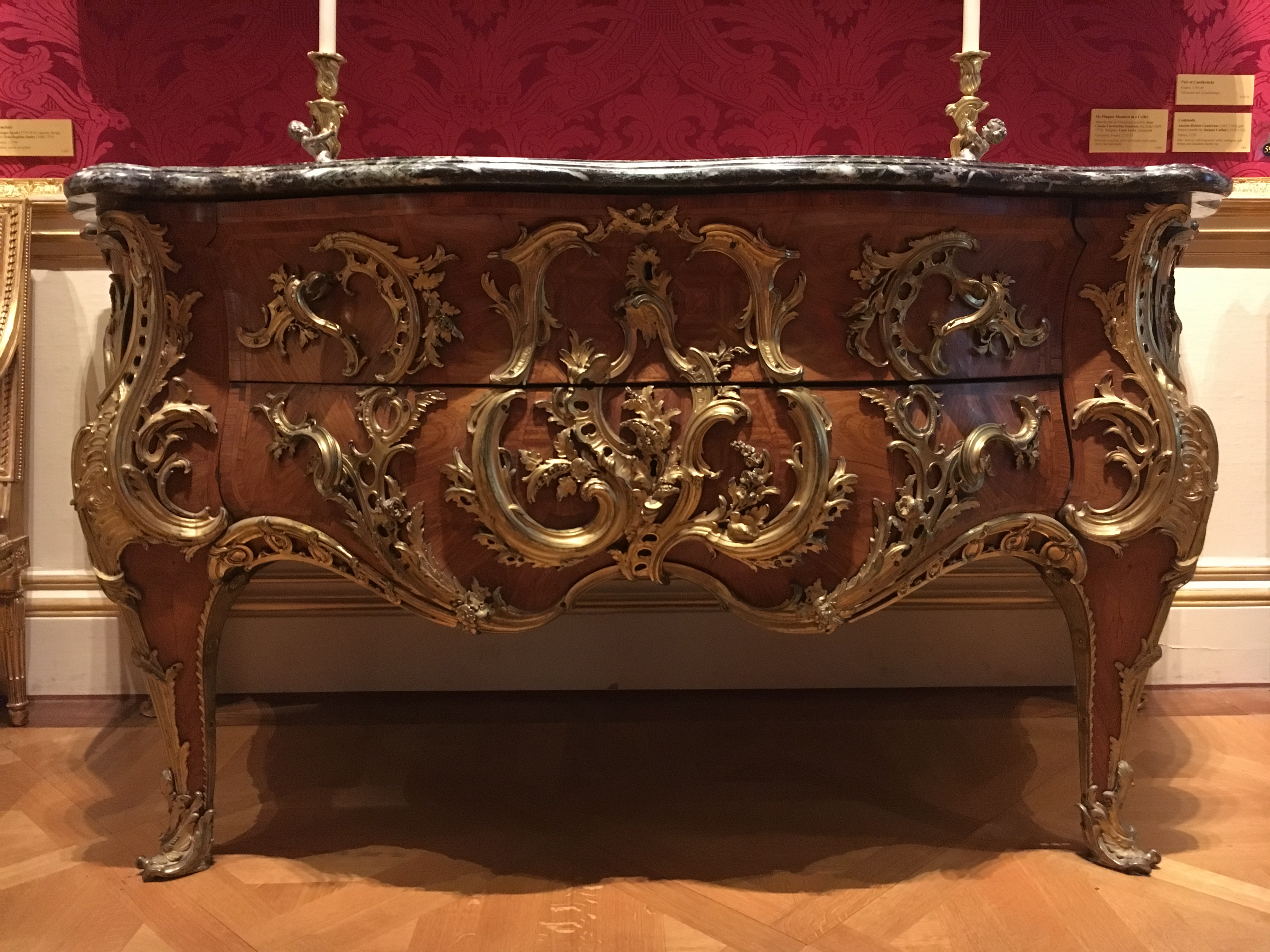
Комод, виготовлений Годро для Людовика XV. Версаль

Був призначений Королівським червонодеревником. Значною мірою став відомим завдяки збереженій документації Меблевого репозитарію Корони, куди він поступив на службу в 1726 році. Оскільки кар'єра Ґодро завершилась до започаткування клеймування паризьких меблів (1751), виробів з його клеймом не існує. Вироби Ґодро, зокрема зроблені на замовлення королівського двору, було ідентифіковано за допомогою детальних описів.